# Shuky & Aviva
Shuky & Aviva (auch Shuki & Aviva) war ein israelisches Gesangs-Duo, das aus Shuki Levy (* 3. Juni 1947 in Tel Aviv) und Aviva Paz (* 3. Oktober 1943) bestand. 

## Karriere
Shuky & Aviva nahmen hauptsächlich Platten in französischer Sprache auf. Zwischen 1972 und 1978 erschienen über 15 Singles, die Levi teilweise selbst geschrieben hatte. Von ihrem größten Hit Signorina concertina sollen 1972 insgesamt rund zwei Millionen Exemplare verkauft worden sein. Diesen Song präsentierten sie in einer deutschen Fassung 1973 auch in der ZDF-Hitparade. Ihren Höhepunkt erlebten Shuky & Aviva in den Jahren 1975 und 1976, als ihnen mit Bye bye à bientôt (1975), Je t’aime un peu trop, Fête l'amour, der französischen Fassung des Eagles-Hits Hotel California und Viens que je t'embrasse (1976) gleich eine Reihe großer Hits gelang. Daneben veröffentlichte das Duo auch etliche Lieder in deutscher und englischer Sprache. Insgesamt verkauften Shuky & Aviva in Frankreich rund anderthalb Millionen Singles und 100.000 Alben.
In Deutschland wurden Shuky & Aviva vor allen Dingen durch die Teilnahme an der Vorentscheidung zum Eurovision Song Contest 1975 bekannt. Du und ich und zwei Träume, geschrieben von Rainer Maria Ehrhardt und Jean Frankfurter, erreichte mit der Startnummer 15 einen sechsten Platz. Im März des gleichen Jahres traten Shuky & Aviva mit diesem Titel auch in der ZDF-Hitparade auf. Im August folgte dort ein weiterer Auftritt mit Zum Glück gibt es Musik.
Nachdem sich das Duo 1978 getrennt hatte, begann Aviva unter ihrem Vornamen eine Solo-Karriere, die in Frankreich mit Singles Quizas (1978) sowie Sois pas jaloux und Hey Boy (1979) ihren Anfang nahm. Später veröffentlichte sie weitere Platten in hebräischer Sprache in Israel.
Levy, der ab 1977 einige Jahre mit der Schauspielerin Deborah Shelton verheiratet war, blieb als Komponist und Produzent im Musikgeschäft. Die IMDB listet ihn mit Kompositionen für über 100 Filme und Serien. Vor allen Dingen im Genre Zeichentrick hat sich Levy einen Namen gemacht, unter anderem geht die Musik zu He-Man, She-Ra und Power Rangers auf sein Konto. Er hat rund 14 Millionen Platten verkauft und 15 Gold- sowie Platin-Auszeichnungen erhalten.
Im Jahre 2002 erschien unter dem Titel Best of eine Sammlung mit 18 Liedern des Duos sowie zwei Solo-Aufnahmen von Aviva. 2012 folgte mit L'intégrale eine 4-CD-starke Werkschau des Duos. Neben den französischen Erfolgen sind hier auch Aufnahmen in deutscher, englischer, spanischer und japanischer Sprache enthalten.

## Diskografie
- 2002: Best of (Choice of Music)
- 2012: L'intégrale (XIII Bis Music)